# Samławki (gromada)
Samławki – dawna gromada, czyli najmniejsza jednostka podziału terytorialnego Polskiej Rzeczypospolitej Ludowej w latach 1954–1972.
Gromady, z gromadzkimi radami narodowymi (GRN) jako organami władzy najniższego stopnia na wsi, funkcjonowały od reformy reorganizującej administrację wiejską przeprowadzonej jesienią 1954 do momentu ich zniesienia z dniem 1 stycznia 1973, tym samym wypierając organizację gminną w latach 1954–1972.
Gromadę Samławki z siedzibą GRN w Samławkach utworzono – jako jedną z 8759 gromad na obszarze Polski – w powiecie reszelskim w woj. olsztyńskim na mocy uchwały nr 25 WRN w Olsztynie z dnia 4 października 1954. W skład jednostki weszły obszary dotychczasowych gromad Samławki, Kabiny, Kominki, Leginy i Wola oraz miejscowości Oterki, Otry i Gajówka Mnichowska z dotychczasowej gromady Bocianowo ze zniesionej gminy Kolno w tymże powiecie. Dla gromady ustalono 14 członków gromadzkiej rady narodowej.
1 stycznia 1959 powiat reszelski przemianowano na powiat biskupiecki.
Gromadę zniesiono 30 czerwca 1968, a jej obszar włączono do gromad: Kolno (wsie Kabiny, Kominki, Otry i Samławki oraz PGR Oterki) i Reszel (wsie Leginy i Wola, osady Zygmuntowo, Łabędziewo i Plenowo, PGR Łężajny oraz gajówkę Gajówka Augustowska) w tymże powiecie.